# 墨西哥宪法
墨西哥宪法正式名称为墨西哥合众国政治宪法（西班牙語：Constitución Política de los Estados Unidos Mexicanos），是墨西哥现行宪法。它是在墨西哥革命期间由制宪议会在克雷塔罗州的圣地亚哥·德克雷塔罗起草，并于1917年2月5日由制宪议会批准。它是1857年宪法和早期墨西哥宪法的继承者。

## 基本原则
宪法建立在七个基本理想之上：
- 权力宣言
- 国家主权
- 權力分立
- 代议制政府
- 联邦主义
- 宪法保护令（英语：Recurso_de_amparo）
- 国家高于教会[1]

## 组织

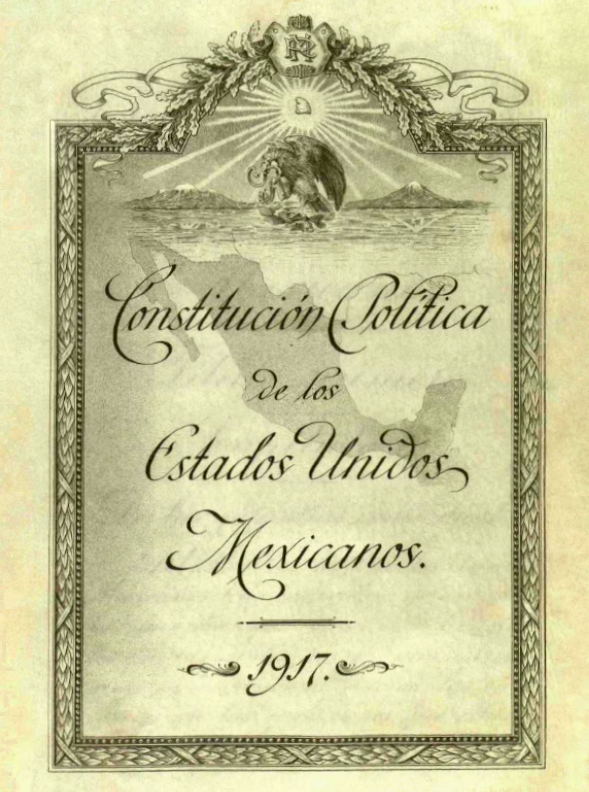
墨西哥合众国政治宪法的原始内封面

宪法分为若干“卷”（Títulos），它们是与同一主题相关的系列文章。卷的长度是可变的：
第一卷：
- 第一章：人权及其保障（Capítulo I: de los Derechos Humanos y sus Garantías）
- 第二章：论墨西哥人（Capítulo II: de los Mexicanos）
- 第三章，关于外国人（Capítulo III: de los Extranjeros）
- 第四章：关于墨西哥公民（Capítulo IV: de los Ciudadanos Mexicanos）

第二卷：
- 第一章：关于国家主权和政府形式（Capítulo I, de la Soberanía Nacional y de la Forma de Gobierno）
- 第二章：关于组成联邦和国家领土的部分（Capítulo II, de las Partes Integrantes de la Federación y del Territorio Nacional）

第三卷：
- 第一章：关于三权分立（Capítulo I, de la División de Poderes）
- 第二章：论立法权（Capítulo II, del Poder Legislativo）
- 第三章：论行政权力（Capítulo III，del Poder Ejecutivo）
- 第四章：论司法权（Capítulo IV，del Poder Judicial）

第四卷：
- 关于公共服务的责任和国家的传承（De las responsabilidades de los servidores públicos y patrimonial del Estado）

第五卷：
- 关于联邦州和联邦区（De los estados de la Federación y del Distrito Federal）

第六卷：
- 关于工作和社会福利（Del Trabajo y la Previsión Social）

第七卷：
- 一般规定（Prevenciones Generales）

第八卷：
- 关于宪法改革（De las Reformas a la Constitución）

第九卷：
- 关于宪法的不可侵犯性（De la Inviolabilidad de la Constitución）